# Maison des directeurs de Grands Bois
La maison des directeurs de Grands Bois est une maison remarquable de l'île de La Réunion, département d'outre-mer français dans le sud-ouest de l'océan Indien. Ancienne maison d'habitation de l'usine sucrière de Grands Bois, elle est située au 257 avenue du Général de Gaulle, le long de la route nationale 2 à Grands Bois, sur le territoire communal de Saint-Pierre. Depuis le 22 octobre 1998, elle est inscrite en totalité à l'inventaire supplémentaire des Monuments historiques,.